# Heracleum persicum
Heracleum persicum, o golpar,  conocida en inglés como Persian hogweed o simplemente hogweed, es una planta policlorosa herbácea perenne de la familia de la zanahoria Apiaceae, originaria de la región de Irán (Persia). Crece en forma silvestre en las regiones montañosas húmedas de Irán, así como en algunas áreas adyacentes. Es similar a Angelica archangelica, aunque no está relacionado con el género Angélica. Habiendo sido introducido en la década de 1830, se ha extendido por toda Escandinavia. Ahora es muy común en el norte de Noruega, donde se conoce como la palma de Tromsø. La planta también se ha visto en Suecia. En Finlandia, ha sido declarada como especie invasora.
La "hogweed persa" es una policarpo perenne, es decir, una planta madura que florece y da frutos temporada tras temporada.

## Descripción
La hierba persa crece como una planta herbácea perenne, alcanza una altura de 1,8 a 2,8 metros. Una planta individual puede tener de uno a cinco tallos, están marcados, huecos en el interior y de 30 a 40 milímetros de grosor en la sección basal. Los tallos llevan el pelo corto y erizado. Son de color púrpura en la base, verde arriba, generalmente con pequeñas manchas de color púrpura. Las hojas tienen una gran vaina de hojas púrpuras, su tallo tiene una longitud de 55 a 100 pulgadas. La lámina de la hoja es pinnada, alcanza 43 a 120 centímetros de largo y 34 a 80 centímetros de ancho, la proporción de largo a ancho es de aproximadamente 1.1 a 1.5. Está densamente cubierta en la parte inferior con pelos de cerdas que sobresalen, la parte superior está descubierta. La hoja se compone de dos a cuatro (rara vez solo una) hojuelas, que se dividen en dos o cuatro secciones, cuyo borde está recortado. Sus extremos son ampliamente puntiagudos.
Las flores se encuentran juntas en una inflorescencia curvada, convexa y doble, de 10 a 15 pulgadas de alto y de 30 a 50 pulgadas de ancho. La umbela tiene de 10 a 18 umbeleas, son peludas (sin glándulas) y están cubiertas con un documento blanquecino de papilas. Cada Döldchen posee aproximadamente 40 (máximo a 80) flores blancas. Como es típico del género, los pétalos de las flores marginales se agrandan.
Heracleum persicum, a diferencia de otras especies grandes de la sección de Pubescentia, es una verdadera planta perenne que puede florecer varias veces. La especie no es fácilmente distinguible de otras especies de garras de oso de gran tamaño de la sección, con las que puede formar híbridos. Una característica distintiva sorprendente es el distintivo olor a anís de toda la planta. El número de cromosomas es 2n = 22.

## Usos en la gastronomía

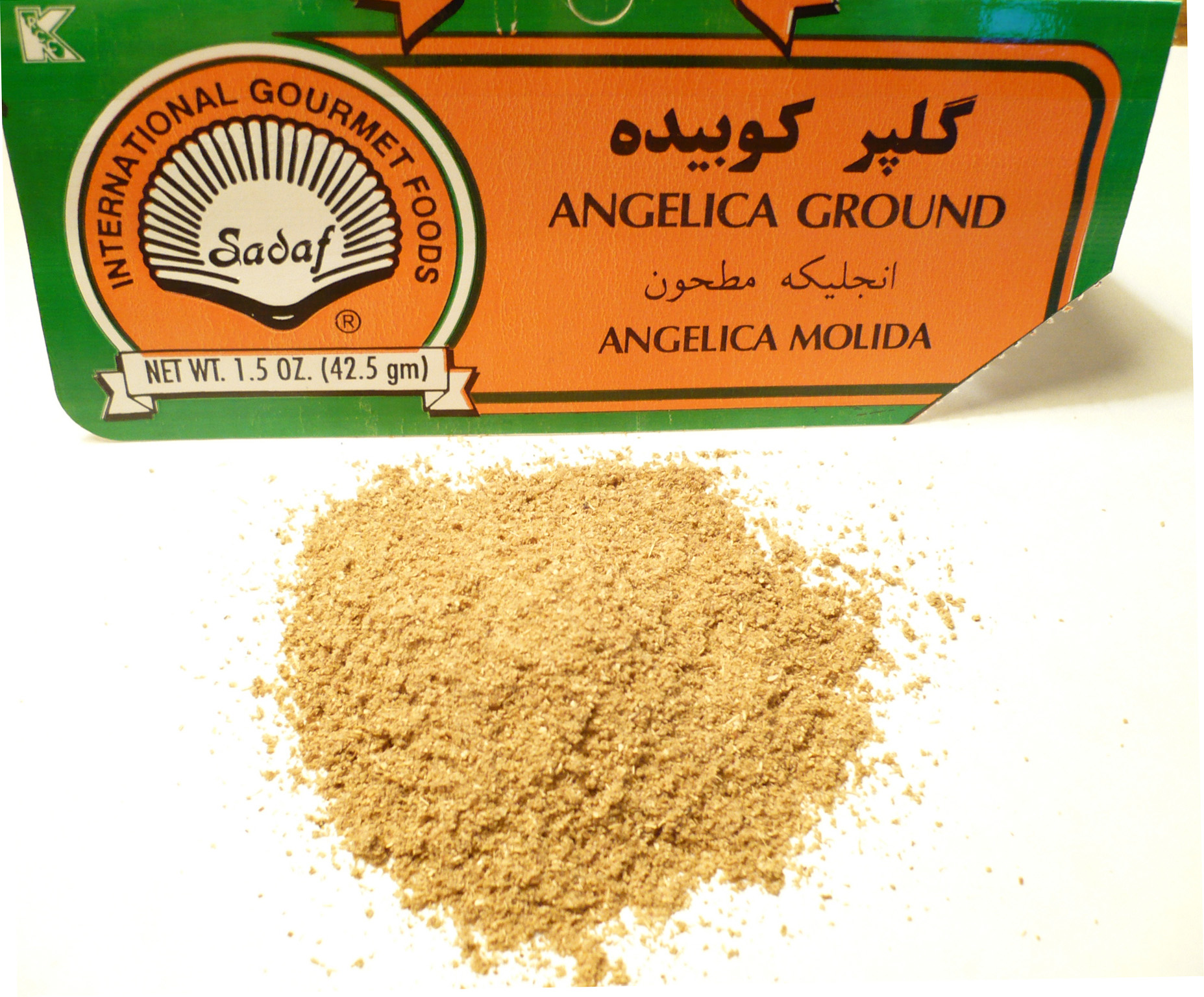
Semillas de golpar (H. persicum) molidas

Las semillas se utilizan como especia en la cocina persa. Las vainas de semillas muy delgadas y pequeñas son aromáticas y ligeramente amargas. Por lo general, se venden en forma de polvo y a menudo se venden erróneamente como "semillas de angélica". El polvo se espolvorea sobre habas, lentejas y otras legumbres, y papas. Golpar también se utiliza en sopas y guisos. A menudo se utiliza esparcido sobre arilos de granada. Golpar también se mezcla con vinagre en el que se sumergen las hojas de lechuga antes de comerlas.
Golpar se puede usar en pequeñas cantidades (1 o 2 cucharaditas por libra) cuando se cocinan frijoles para reducir el efecto del gas en el tracto digestivo asociado con el consumo de frijoles. 
Semillas de golpar (H. persicum) molidas.
En la cocina persa, los pétalos se utilizan en la mezcla de especias aconsejada para dar sabor a los platos de arroz, así como en platos de pollo y frijoles.
Las hojas tiernas y los tallos de las hojas también pueden ser encurtidos (conocido como golpar torshi).

## Salud pública y seguridad
La savia de la palma de Tromsø contiene furanocumarinas, que en combinación con la luz ultravioleta, conduce a la fitofotodermatitis. Existe alguna evidencia anecdótica de que H. persicum puede ser menos peligroso que H. mantegazzianum con respecto a la fototoxicidad.

## Medidas de control
Las formas conocidas de luchar contra la "palma de Tromsø" son el corte constante de nuevos brotes. Al cortar, se recomienda usar equipo de protección y las herramientas de corte de metal deben limpiarse después de su uso porque el jugo es oxidante.